# Michelle Yeoh

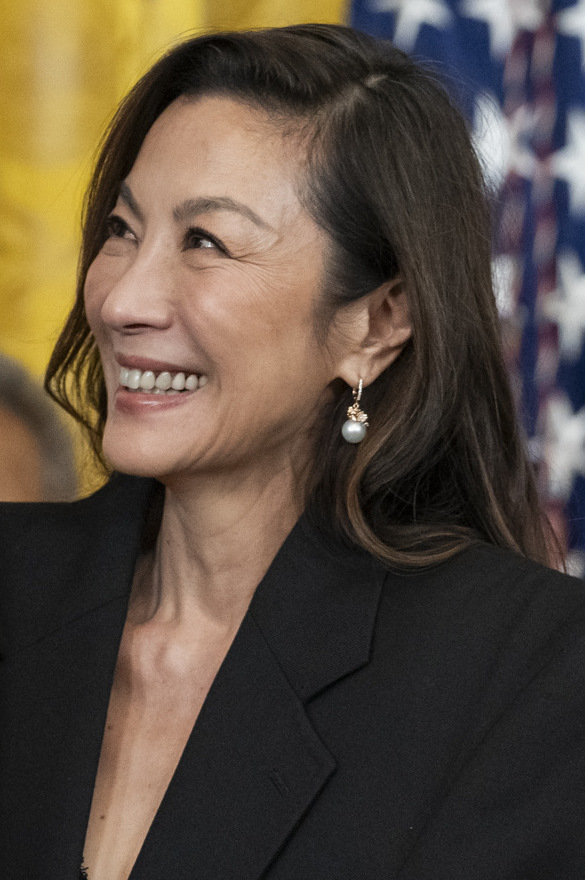
Michelle Yeoh (2024)

Michelle Yeoh (eigentlich Yeoh Choo-kheng, chinesisch 楊紫瓊 (楊紫琼) / 杨紫琼, Pinyin Yáng Zǐqióng, Jyutping Joeng4 Zi2king4, Pe̍h-ōe-jī Iôⁿ Chú-khêng; * 6. August 1962 in Ipoh) ist eine malaysische Schauspielerin chinesischer Abstammung. In den späten 1980er und in den 1990er Jahren war sie mit Filmen wie Yes, Madam, Royal Warriors, Police Story III und Wing Chun eine der bekanntesten weiblichen Filmstars im Action- und Martial-Arts-Kino Ostasiens. Durch ihre Rolle als chinesische Agentin in James Bond 007 – Der Morgen stirbt nie schaffte sie 1997 den Durchbruch zum internationalen Star und war danach in mehreren bekannten Filmen zu sehen, darunter Tiger and Dragon (2000), Die Geisha (2005) und Die Mumie: Das Grabmal des Drachenkaisers (2008) sowie Die Kinder der Seidenstraße (2008). 2011 verkörperte sie in dem biographischen Film The Lady die Friedensnobelpreisträgerin Aung San Suu Kyi.
Ihre Darstellung der Evelyn Wang im Science-Fiction-Abenteuerfilm Everything Everywhere All at Once brachte ihr 2022 hervorragende Kritiken sowie zahlreiche Nominierungen und Auszeichnungen ein, unter anderem für den Golden Globe und den Critics’ Choice Movie Award. Sie gewann einen Oscar in der Kategorie Beste Hauptdarstellerin. Damit ist sie die erste Schauspielerin asiatischer Abstammung, die in dieser Kategorie ausgezeichnet wurde.
Seit Oktober 2023 ist Yeoh zudem Mitglied des internationalen Olympischen Komitees.

## Leben
In ihrer Kindheit lebte Yeoh im malaysischen Ipoh. Ihre Eltern sind Nachkommen chinesischer Einwanderer, ihr Vater war Anwalt. Michelle Yeohs Vorfahren stammen ursprünglich aus der Provinz Fujian. Yeoh galt als Wildfang und betrieb viele Sportarten, insbesondere Schwimmen, Tauchen und Squash. Ab ihrem vierten Lebensjahr erhielt sie Ballettunterricht, zudem wurde sie in ihrer Kindheit in Klavier und Kalligraphie unterrichtet.
Mit 15 Jahren wurde sie auf ein Internat nach England geschickt und besuchte später die London Royal Academy of Dance, Hauptfach Ballett. Allerdings verhinderte ein schwerer Sturz, bei dem sie sich an der Wirbelsäule verletzte, eine Ballettkarriere. Sie gab Ballett auf und erwarb 1982 einen Bachelor in „Creative Arts“ mit dem Nebenfach Schauspiel.
Yeoh plante eigentlich, ihre Ausbildung in England fortzusetzen, allerdings meldete ihre Mutter sie ohne ihr Wissen bei einem Schönheitswettbewerb an, und sie wurde zur Miss Malaysia 1983 gewählt.
Im folgenden Jahr „amtierte“ sie als Miss Malaysia, d. h. als Goodwill-Botschafterin für ihr Land. In diesem Rahmen lernte sie in Hongkong den Geschäftsmann Dickson Poon (潘廸生 alternativ 潘迪生) kennen, der sie für zwei Werbespots engagierte, wo sie zusammen mit Chow Yun-fat und Jackie Chan auftrat.
Nach ihrer Scheidung von Poon heiratete sie 1999 den US-amerikanischen Arzt Alan Heldman. Diese Ehe hielt allerdings nur sechs Monate. Seit 2004 ist sie mit dem ehemaligen Ferrari-Teamchef in der Formel 1 und ehemaligen FIA-Präsidenten Jean Todt liiert, den sie am 27. Juli 2023 nach 19-jähriger Verlobungszeit heiratete.

## Werk

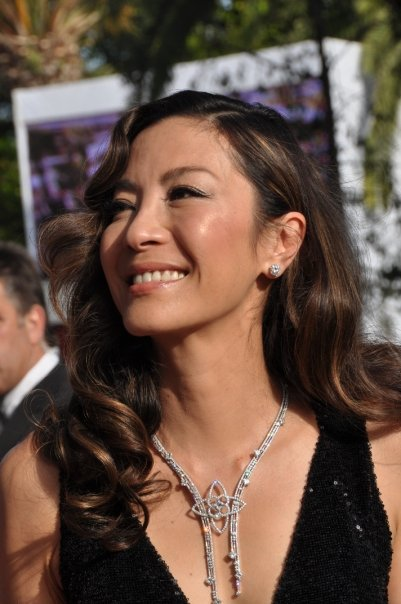
Yeoh während der Filmfestspiele von Cannes 2009

Poon engagierte sie im Jahr 1984 für eine Rolle in Sammo Hungs Actionkomödie The Owl vs. Dumbo, der von D&B Films, dem kürzlich gegründeten Filmstudio von Poon, produziert wurde. Hier hatte sie noch eine typische Frauenrolle ohne Action. Allerdings wünschte sie sich bereits zu dieser Zeit Rollen mit Action-Szenen zu spielen, wie Sammo Hung in diesem Film.
D&B Films gab ihr die Chance und in Vorbereitung auf den nächsten Film trainierte sie intensiv Kung Fu. Im Jahr 1985 trat sie in einer Cameo-Rolle in Jackie Chans und Sammo Hungs Actionkomödie Tokyo Powerman auf, in der sie ihren ersten Kampf vor der Kamera hatte.
In Yes, Madam (Police Assassins 2, deutscher Titel: Ultra Force 2) (1985) hatte Yeoh zusammen mit Cynthia Rothrock ihren ersten großen Auftritt. Sie spielte eine furchtlose Polizistin und drehte zahlreiche Stunts. Yes, Madam war ein großer Publikumserfolg und beeinflusste das Geschlechterverhältnis in Hongkong: „Der handfeste Showdown am Schluss zwischen dem Polizistinnen-Duo und zwei Macho-Schurken eskaliert zum Kampf der Geschlechter.“ (Ralph Umard: Film ohne Grenzen, S. 261) Mit Yes, Madam wurde Yeoh auf einen Schlag bekannt und dieser Film war der Beginn des „Girls With Guns“-Genres und der Filmreihe In the Line of Duty, in dem in Hongkong nach einem ähnlichen Handlungsmuster mehr als 100 weitere Polizeifilme mit Frauen in den Hauptrollen entstanden. Die beiden Hauptdarstellerinnen nahmen unterschiedliche Rollen ein: „Während die charmante Michelle ihre Zeugen mit Vernunft und Geduld verhört, foltert die arrogante Engländerin (gespielt von Cynthia Rothrock) ihre Opfer mit brachialer Gewalt und feministischen Sprüchen.“ (Ralph Umard: Film ohne Grenzen, S. 261)
Royal Warriors (Police Assassins, deutscher Titel: Ultra Force) (1986) war eine Fortsetzung von Yes, Madam mit mehr Actionsequenzen. In Magnificent Warriors (1987) spielte Yeoh eine Pilotin, die zur Zeit der japanischen Besetzung Chinas Waffen über die Frontlinien schmuggelt und die Widerstandsbewegung gegen die Japaner unterstützt.
Aufgrund von Verletzungen hatte sie im folgenden Film Easy Money (1987) eine „normale“ Schauspielrolle ohne Actionelemente.
Im Jahr 1988 heiratete Yeoh den Produzenten und Multimillionär Poon und gab auf sein Drängen hin ihre Filmkarriere auf.
Erst nach ihrer Scheidung im Jahr 1992 feierte Yeoh ihr Comeback als Actiondarstellerin mit dem Film Police Story III. Der Film wurde zu einem großen Publikumserfolg und weitere Rollenangebote ließen nicht lange auf sich warten.
In den folgenden Jahren trat sie in einer Vielzahl von Wuxia-Filmen auf, darunter The Heroic Trio (1993), Executioners (1994), Butterfly & Sword, Wing Chun und zusammen mit Jet Li in Tai Chi Master. Des Weiteren spielte sie in den Action-Filmen Holy Weapon, Wonder Seven, Ah Kam und Project S mit, außerdem im Drama The Soong Sisters.
Im Jahr 1997 spielte Yeoh den chinesischen Oberst Wai Lin im Film James Bond 007 – Der Morgen stirbt nie neben Pierce Brosnan. Yeoh gilt damit als das kampfstärkste und aktivste Bondgirl, das jemals in der Serie um den britischen Geheimagenten auftrat. Sie trug damit erheblich zur Modernisierung von James Bond bei, der in den 1980er Jahren unter anderem wegen seines Sexismus kritisiert wurde. Der internationale Durchbruch blieb jedoch aus, Yeoh bekam wider Erwarten trotz des Auftritts als Bondgirl keine Filmangebote aus Hollywood.
Erst im Jahr 2000 gelang ihr mit ihrer Darstellung der Schwertkämpferin Yu Shu Lien (nach Pinyin Yu Xiulian bzw. Yu Xiu Lian) in dem Wuxia-Film Tiger and Dragon ein erneuter internationaler Erfolg.

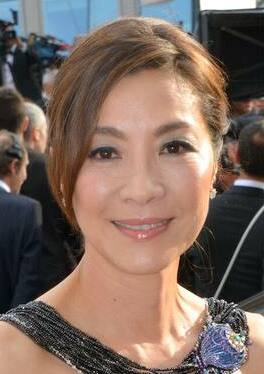
Michelle Yeoh (2017)

Im Jahr 2005 war Yeoh in der von Steven Spielberg produzierten Romanverfilmung Die Geisha in der Rolle der prominenten Geisha Mameha zu sehen. Der Film löste sowohl im chinesischen als auch im japanischen Raum Kontroversen fast bis zum Skandal aus, da sämtliche japanischen Hauptcharaktere von chinesischen Schauspielerinnen (Michelle Yeoh, Gong Li, Zhang Ziyi) dargestellt wurden.
In der Filmbiographie The Lady (2011) verkörperte Yeoh die Friedensnobelpreisträgerin Aung San Suu Kyi. Der Film ist am 12. September 2011 auf dem Toronto International Film Festival erschienen, deutscher Kinostart war im April 2012. Im Zusammenhang mit diesem Film konnte sie die von ihr porträtierte Aung San Suu Kyi einmal besuchen, aber ein zweiter Besuch in Myanmar wurde ihr verweigert. Die Schauspielerin wurde im Flughafen von Rangun an der Einreise gehindert und umgehend ausgewiesen. Noch bevor der Film erschien, wurde Michelle Yeoh laut Informationen aus gut unterrichteten Kreisen auf eine „schwarze Liste“ gesetzt.
Im Jahr 2023 gewann sie für ihre Hauptrolle der Evelyn Wang in dem Fantasy-Abenteuerfilm Everything Everywhere All at Once einen Golden Globe Award sowie einen Oscar.

## Filmografie (Auswahl)
- 1984: The Owl vs. Dumbo

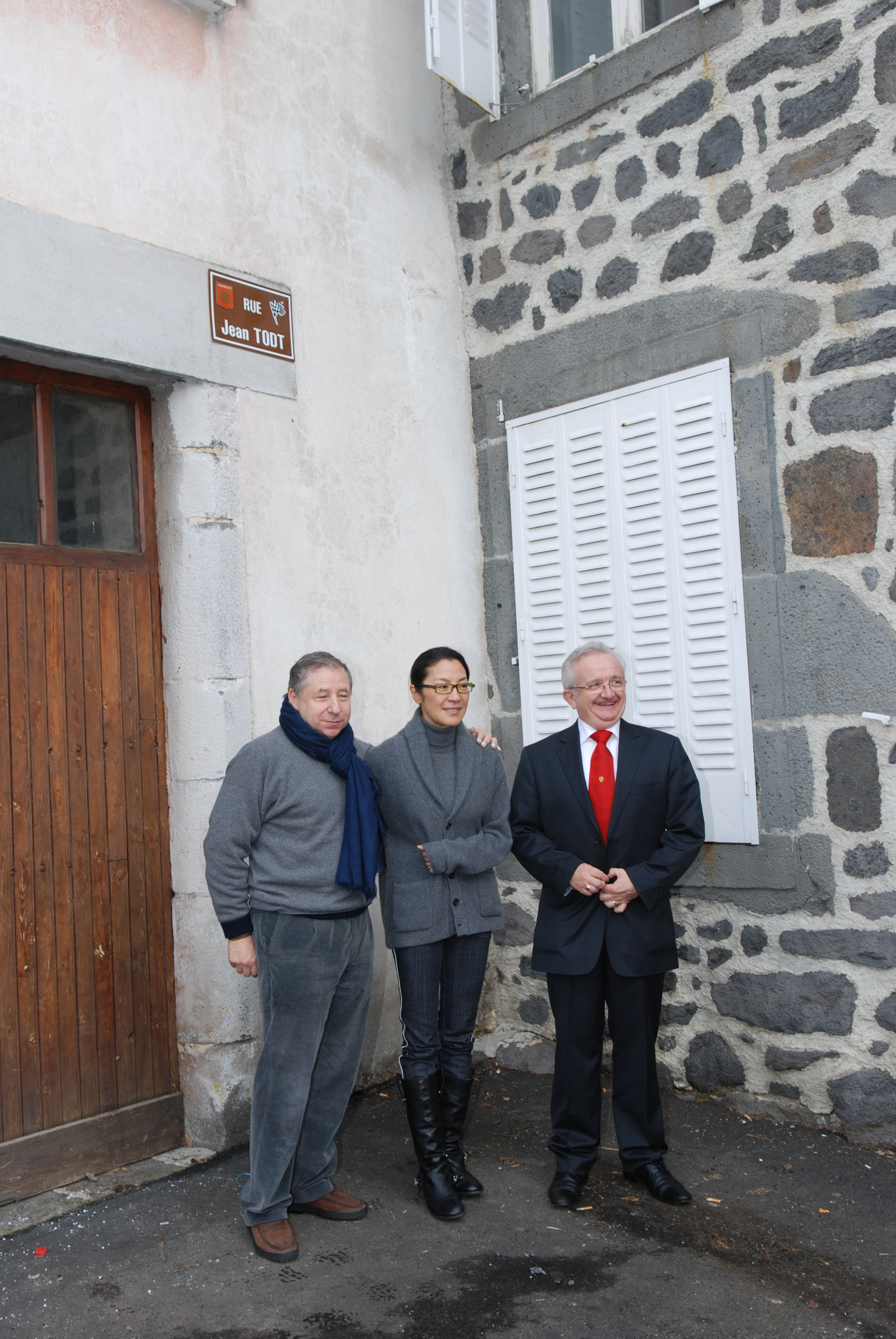
Jean Todt (links), Michelle Yeoh (Mitte) und der Bürgermeister von Pierrefort (rechts) vor Haus Nummer 15 in der Jean-Todt-Straße, 2009

- 1985: Tokyo Powerman (Fuksing gojiu)
- 1985: Powerman 2 (Xia ri fu xing)
- 1985: In the Line of Duty – Ultra Force 2 (Yes, Madam, Police Assassins 2)
- 1986: In the Line of Duty – Ultra Force (Royal Warriors, Police Assassins)
- 1987: Easy Money
- 1987: Dynamite Fighters (Zungwaa Zinsi, international auch Magnificent Warriors)
- 1992: Police Story 3 (Gingchaat goosi III: Chiukup gingchaat)
- 1993: The Heroic Trio
- 1993: Butterfly & Sword
- 1993: Project S
- 1993: Wuxia qi gongzhu (Holy Weapon)
- 1993: Executioners
- 1993: Tai Chi
- 1994: Wing Chun
- 1994: Phantom Seven (Wonder Seven)
- 1996: Ah Kam
- 1997: The Soong Sisters
- 1997: James Bond 007 – Der Morgen stirbt nie (Tomorrow Never Dies)
- 2000: Tiger and Dragon (Wohu canglong)
- 2002: The Touch
- 2004: Silver Hawk
- 2005: Die Geisha (Memoirs of a Geisha)
- 2007: Sunshine
- 2007: Far North
- 2008: Die Mumie: Das Grabmal des Drachenkaisers (The Mummy: Tomb of the Dragon Emperor)
- 2008: Babylon A.D.
- 2008: Die Kinder der Seidenstraße (The Children of Huang Shi)
- 2010: True Legend (Su Qi’er)
- 2010: Dark Stone – Reign of Assassins (Jianyu)
- 2010: The Karate Kid (Cameo)
- 2011: The Lady
- 2011: Kung Fu Panda 2 (Stimme)
- 2013: Final Recipe
- 2015: Strike Back (Fernsehserie, 7 Folgen)
- 2016: Mechanic: Resurrection
- 2016: Das Morgan Projekt (Morgan)
- 2016: Marco Polo (Fernsehserie, 7 Folgen)
- 2016: Crouching Tiger, Hidden Dragon: Sword of Destiny
- 2017: Guardians of the Galaxy Vol. 2
- 2017–2020: Star Trek: Discovery (Fernsehserie, 25 Folgen)
- 2018: Crazy Rich (Crazy Rich Asians)
- 2018: Star Trek: Short Treks (Fernsehserie, 1 Folge)
- 2018: Master Z: The Ip Man Legacy
- 2019: Last Christmas
- 2020: Boss Level
- 2021: Gunpowder Milkshake
- 2021: Shang-Chi and the Legend of the Ten Rings
- 2022: Everything Everywhere All at Once
- 2022: Minions – Auf der Suche nach dem Mini-Boss (Minions: The Rise of Gru, Stimme)
- 2022: Paws of Fury: The Legend of Hank (Stimme)
- 2022: The School for Good and Evil
- 2022: The Witcher: Blood Origin (Miniserie)
- 2023: Transformers: Aufstieg der Bestien (Transformers: Rise of the Beasts, Stimme)
- 2023: A Haunting in Venice
- 2024: The Brothers Sun (Fernsehserie, 8 Folgen)
- 2024: Wicked
- 2025: Star Trek: Sektion 31

## Auszeichnungen
- 1999: Excellence in Acting CineAsia Awards
- 2001: International Star of the Year
- 2001: Datuk Paduka Mahkota Perak
- 2001: Best Film Actress Ethnic Multicultural Media Awards (EMMA) Magnificent Warriors
- 2001: Best Actress Ammy Award
- 2002: Montblanc Arts Patronage Award
- 2002: The Outstanding Young Persons of Malaysia
- 2002: The Outstanding Young Persons of the World
- 2002: Best Co-production Film (as producer)
- 2002: Producer of the Year
- 2003: International Actor of The Year
- 2004: The Asian Film Award
- 2004: Best Co-production Film (as producer)
- 2005: Rainmaker Award
- 2006: Best Action Actress of 100 Years of Chinese Film History
- 2007: Ritter der Ehrenlegion
- 2012: Offizier der Ehrenlegion
- 2016: Offizier des französischen Ordre des Arts et des Lettres
- 2020: Aufnahme in die Liste 100 Women (BBC)[9]
- 2022: Fine-Arts-Ehrendoktor des American Film Institute[10]
- 2022: Kirk Douglas Award for Excellence in Film des Santa Barbara International Film Festivals (nahe L.A.)[11]
- 2023: Golden Globe Awards 2023: Auszeichnung in der Kategorie Beste Hauptdarstellerin – Komödie/Musical für Everything Everywhere All at Once
- 2023: Oscarverleihung 2023: Auszeichnung in der Kategorie Beste Hauptdarstellerin für Everything Everywhere All at Once
- 2023: Mitglied der American Academy of Arts and Sciences[12]
- 2024: Presidential Medal of Freedom